# Hipólito Cristóbal Cruces Socasau
Hipólito Cruces Socasau també anomenat en certes publicacions com Ipòlit Cruces Socasau és un polític aranés militant d'Unitat d'Aran i del Partit dels Socialistes de Catalunya. Va ser alcalde de Bossòst des de l'any 1983 fins a 1991. Des de 1987 a 1988 va presidir el Consell Comarcal d'alta Muntanya de la Vall d'Aran, organ antecessor del Consell General d'Aran. Posteriorment ha estat conseller del Consell General d'Aran en representació del terçó de Quate Lòcs des de l'any 2003 fins al 2011.